# Ed Helms
Edward Paul „Ed” Helms (ur. 24 stycznia 1974 w Atlancie) – amerykański aktor i satyryk, który zyskał popularność dzięki udziałowi w programie The Daily Show Jona Stewarta i serialu NBC Biuro.

## Życiorys
Urodził się i dorastał w Atlancie, w stanie Georgia, gdzie uczęszczał do Oberlin College. Po ukończeniu szkoły rozpoczął karierę jako scenarzysta komedii.
W latach 2002–2006 należał do zespołu autorów i korespondentów programu telewizyjnego The Daily Show. Po odejściu z programu występował w nim gościnnie.
W 2006 zaczął występować w serialu Biuro u boku Steve'a Carella, dotychczasowego kolegi z planu The Daily Show. W 2009 dostał pierwszą główną rolę w komedii Kac Vegas.

## Filmografia
| Rok  | Tytuł                                | Rola                      |
| ---- | ------------------------------------ | ------------------------- |
| 2004 | Blackballed: The Bobby Dukes Story   | Bunker McLaughlin         |
| 2005 | Zombie-American                      | Zombie                    |
| 2006 | I ty możesz zostać bohaterem         | Hobo Louie (głos)         |
| 2007 | Evan Wszechmogący                    | Ed Carson                 |
| 2007 | I'll Believe You                     | Leon                      |
| 2007 | Walk Hard: The Dewey Cox Story       | Manager                   |
| 2008 | Semi-Pro                             | Turtleneck                |
| 2008 | Wyznania zakupoholiczki              | Garret E. Barton          |
| 2008 | Mów mi Dave                          | Numer 2                   |
| 2008 | Harold i Kumar uciekają z Guantanamo | tłumacz                   |
| 2008 | Ciało bardzo niepedagogiczne         | Maurice                   |
| 2009 | Manure                               | Chet Pigford              |
| 2009 | Potwory kontra Obcy                  | reporter (głos)           |
| 2009 | Noc w muzeum 2                       | pracownik „Daley Devices” |
| 2009 | Kac Vegas                            | dr Stu Price              |
| 2009 | The Goods: Live Hard, Sell Hard      | Paxton Harding            |
| 2011 | Cedar Rapids                         | Tim Lippe                 |
| 2011 | Jeff Who Lives at Home               | Pat                       |
| 2011 | Kac Vegas w Bangkoku                 | dr Stu Price              |
| 2013 | Kac Vegas 3                          | dr Stu Price              |
| 2015 | W nowym zwierciadle: Wakacje         | Rusty Griswold            |
| 2015 | Kochajmy się od święta               | Hank Cooper               |
| 2018 | Berek                                | Hogan „Hoagie” Malloy     |